# Pterocelastrus rostratus
Pterocelastrus rostratus är en benvedsväxtart som först beskrevs av Thunb., och fick sitt nu gällande namn av Wilhelm Gerhard Walpers. Pterocelastrus rostratus ingår i släktet Pterocelastrus och familjen Celastraceae. Inga underarter finns listade.